# Valény (Neamţ megye)
Valény, román nyelven: Văleni, település Romániában, Moldvában, Neamţ megyében.

## Története
Valény, román nyelven Văleni, község Romániában, Neamţ megyében. Dávid, Moreni, Munténia és Văleni tartozik hozzá.
A 2002-es népszámláláskor 1632, a 2011-ben végzett népszámláláskor pedig 1380 lakosa volt. Ekkor a legtöbb lakos román (72,75%), a kisebb része cigány (23,77%), a fennmaradó 3,48% etnikai hovatartozás nem ismert.  A lakosság többsége ortodox (95,22%), a római katolikus kisebbség (1,23%). A lakosság 3,48%-ának adatai nem ismertek.
1950-ben, a falu a Bákó régióhoz tartozott (1952 és 1956 között Iasi megye része volt). 1968-ban került Neamţ megyéhez.

## Történelmi emlékek
Valény területén három település neve szerepel Neamţ megye történelmi emlékeinek listáján. 
Kettő közülük régészeti lelőhely - nekropolisz "Tarin" (David falu) a II-III században; és " Moriscos" (Valeni), amely  VI-IX századi bronzkori település. A harmadik XVI-XIX. századból való építészeti emlék a Valény központjában található templom.

## Arborétum
A Valényi arborétum növényállománya nagyon változatos; különböző tölgyfajok, tiszafa, erdei fenyő (Pinus silvestris faj, Lirium Dendronum), ginkgo biloba, magnolia, ezenkívül sokfajta cserje is található itt.